# Цветение
Цвете́ние (лат. anthésis) — комплекс физиологических процессов, протекающих у цветковых растений в период от заложения цветка до оплодотворения; этап онтогенеза, во время которого растение переходит от вегетативного роста к оплодотворению и генеративному развитию. Процесс цветения делят на две фазы: 1) инициацию заложения цветочных зачатков; 2) развитие из зачатков цветков вплоть до их раскрытия.

## Развитие цветков

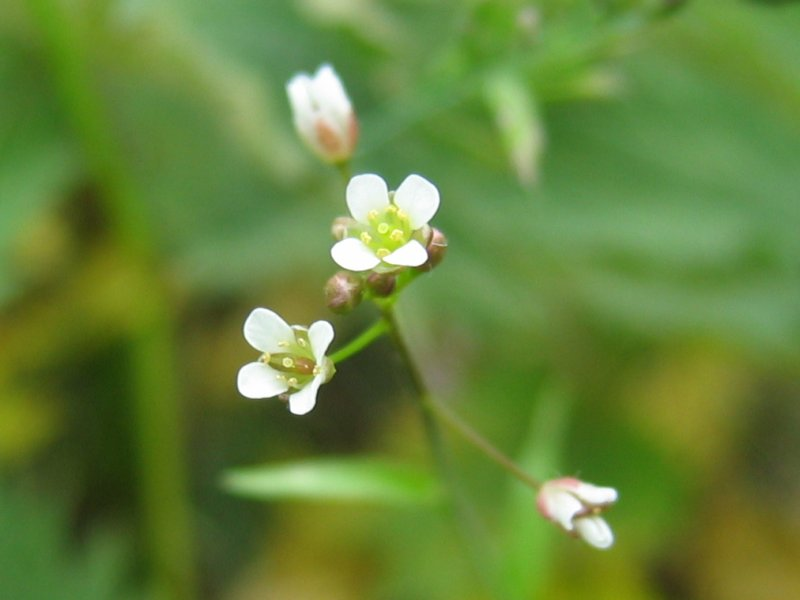
Пастушья сумка. Цветок.

Развитие цветков у различных растений начинается в различную пору их жизни. Одни растения, преимущественно однолетние, зацветают довольно рано: едва вышедший из семени росток укрепится в земле и разовьёт несколько листьев (таковы, например, пастушья сумка (Capsella bursa-pastoris), виды жерухи (Nasturtium), бурачка (Lepidium) и другие). Другие растения зацветают значительно позже, когда молодое растеньице разовьёт сильную корневую систему и несколько листьев, словом, когда оно достаточно окрепнет, возмужает, скопит запасные питательные вещества, необходимые для развития цветков и семян.
Этот процесс возмужания может длиться, независимо от условий произрастания, не одинаково долго. У одних растений (многолетних и однолетних) период зрелости, то есть цветения, наступает уже через месяц—два после прорастания, у других через год (у многих двулетних растений), через два и несколько лет (у многолетних древесных и кустарниковых растений).
Возмужав, одни растения цветут лишь один раз в своей жизни (таковы все однолетние и двулетние растения и некоторые из многолетних, так называемые однопериодные, например, алоэ, некоторые пальмы); такие растения тратят на развитие цветков и семян всю свою энергию, все запасные питательные вещества, скопляемые иногда в продолжение десятка лет, и, истощившись, гибнут.
Другие растения, достигшие возмужалости, цветут из года в год (многопериодные растения), достигая глубокой старости.
Время появления цветков и обилие их зависит, конечно, в немалой степени и от условий произрастания. Плохое питание, а иногда и чрезмерно обильная пища (богатая азотом) задерживает цветение и значительно понижает количество цветков.
Степень цветения зависит, кроме того, и от климатических условий. Например, замечено, что полярные и альпийские растения развивают гораздо большее количество цветков, чем растения умеренных широт. Некоторые полярные и альпийские растения бывают сплошь усеяны яркими цветками, что, вероятно, находится в связи с коротким периодом вегетации. Влажный климат также понижает цветение и влияет на яркость колера цветков.
Цветение начинается, собственно, с того момента, когда в развитом цветке возникает возможность опыления (и оплодотворения), то есть когда части цветка, принимающие участие в опылении, становятся более или менее свободными и доступными для воздействия факторов опыления (ветра, насекомых, воды). Отсюда следует, что растения с клейстогамными цветками, в особенности с подземными клейстогамными цветками, явно не обнаруживают цветения.

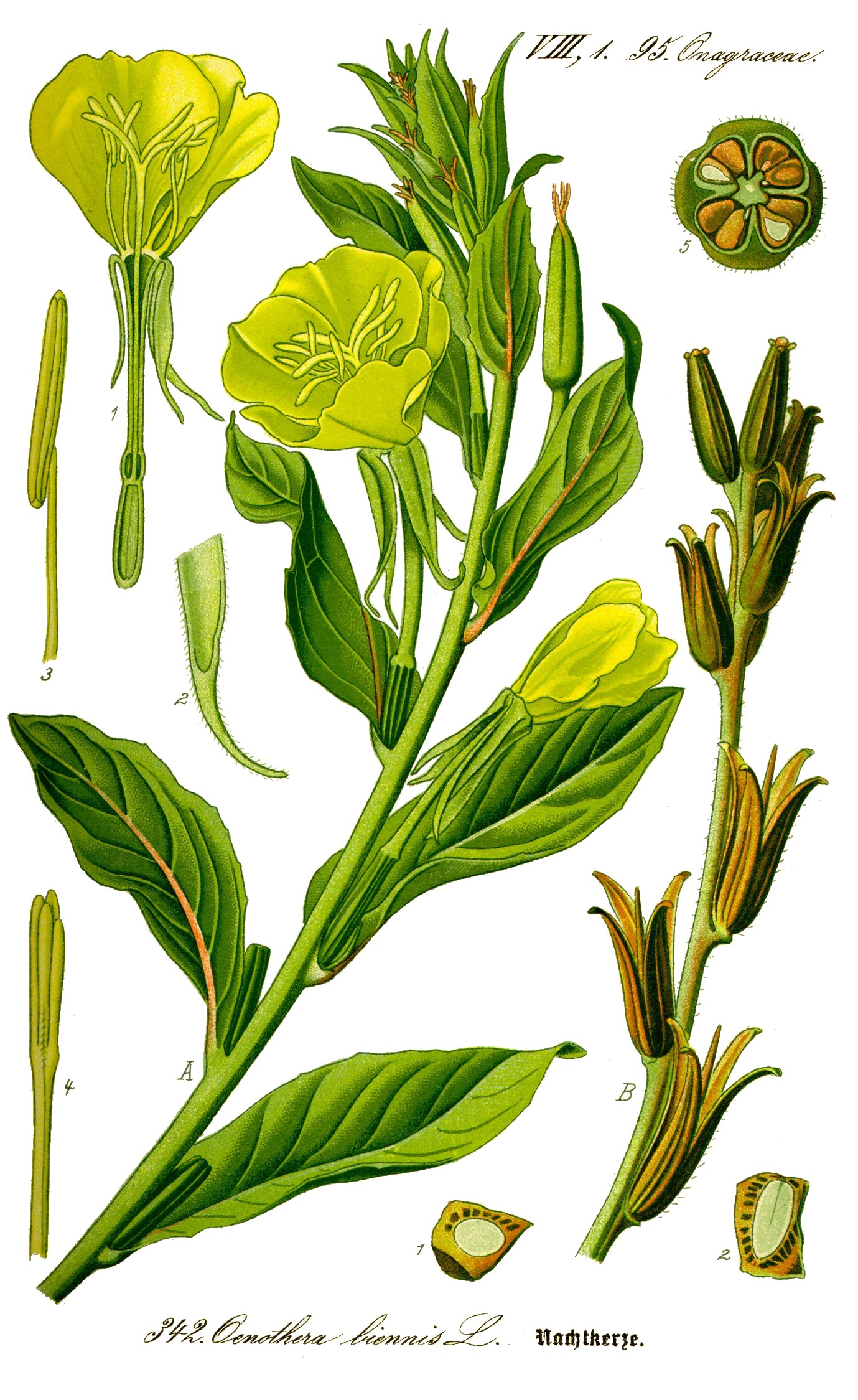
Энотера (ослинник). Ботанический рисунок из книги О. В. Томе Flora von Deutschland, Österreich und der Schweiz. 1885.

Способ цветения, собственно раскрытия цветков, зависит от строения цветков, от их расположения. У наиболее простых цветков, состоящих из одних только тычинок или пестиков, цветение состоит в том, что кроющие листья, прикрывающие цветки (прицветники), расходятся, обнажая цветки, то есть делая свободными пыльники и пестики (у хвойных даже семяпочки). У более сложных цветков, имеющих ещё околоцветник, этот последний так или иначе развёртывается, не только не представляя препятствий, а чаще содействуя факторам опыления.
Если околоцветник простой и зелёный, то есть если его назначение состоит лишь в том, чтобы предохранять сначала молодые органы оплодотворения, а позже молодые семена, то он просто раскрывается, причём части его отчасти или совершенно расходятся одна от другой, обусловливая тем более или менее свободный доступ до внутренних частей цветка, и иногда такой околоцветник даже сбрасывается (у винограда, чашечка у мака). Если околоцветник, кроме защиты, имеет ещё значение как орган, привлекающий насекомых и вообще посредников опыления, то есть когда околоцветник яркий (будет ли он простой, например, у лилии, или венчик), то он при цветении более или менее разрастается, причём форма его находится в связи с формой, величиной и другими особенностями опылителей.

## Распускание цветка
Распускание цветка (главным образом околоцветника) происходит более или менее быстро, причём иногда бывает ясно заметно движение частей (например, у ослинника (Oenothera biennis), некоторых орхидей), у некоторых растений происходит при этом даже небольшой шорох (Stanhopea).
Распускаются цветки в различное время, и самый период цветения длится не одинаково. Одни цветки вскрываются рано утром, едва упадет на них луч восходящего солнца (например, Ipomaea purpurea), другие вскрываются позже (например, иван-чай в 6—7 часов, вьюнок в 7—8 часов), иные вскрываются в полдень (например, лапчатка), а иные вечером (например, каприфоль в 6 часов, Hesperis matronalis в 7—8, Nicotiana affinis в 8—9 часов) и даже ночью (Cereus nycticalus, царица ночи, в 9—10 часов).

## Продолжительность цветения
По продолжительности цветения цветки можно разделить на однодневные (денные и ночные) и многодневные. К первым принадлежат такие, цветение которых длится несколько часов; они вскрываются и закрываются либо в один и тот же день (денные цветки), либо вскрываются вечером, а закрываются ночью или рано утром на другой день (ночные). К денным принадлежат, например, следующие :
| Денные цветы (в последней колонке — продолжительность цветения): |                |                |      |
|                                                                  | Вскрываются    | Закрываются    |      |
| Cistus creticus                                                  | 5—6 пополуночи | 5—6 пополудни  | 12 ч |
| Tradescantia virginica                                           | 5—6 пополуночи | 4—5 пополудни  | 10 ч |
| Iris arenaria                                                    | 6—7 пополуночи | 3—4 пополудни  | 9 ч  |
| Hemerocallis fulva                                               | 6—7 пополуночи | 8-9 пополудни  | 14 ч |
| Convolvulus tricolor                                             | 7-8 пополуночи | 5-6 пополудни  | 10 ч |
| Oxalis stricta                                                   | 8—9 пополуночи | 3—4 пополудни  | 7 ч  |
| Erodium cicutarium                                               | 8—9 пополуночи | 4—5 пополудни  | 8 ч  |
| Drosera longifolia                                               | 9—10           | 2—3 пополудни  | 5 ч  |
| Spergula arvensis                                                | 10—11          | 3—4 пополудни  | 5 ч  |
| Hibiscus trionum                                                 | 8—9 пополудни  | 11—12 ночи     | 3 ч  |
| Ночные цветы:                                                    |                |                |      |
| Mirabilis longifolia                                             | 7—8 пополудни  | 2—3 пополуночи | 7 ч  |
| Cereus grandiflorus                                              | 8—9 пополудни  | 2-3 пополуночи | 7 ч  |
| Cereus nycticalus                                                | 9-10 пополудни | 2-3 пополуночи | 5 ч  |

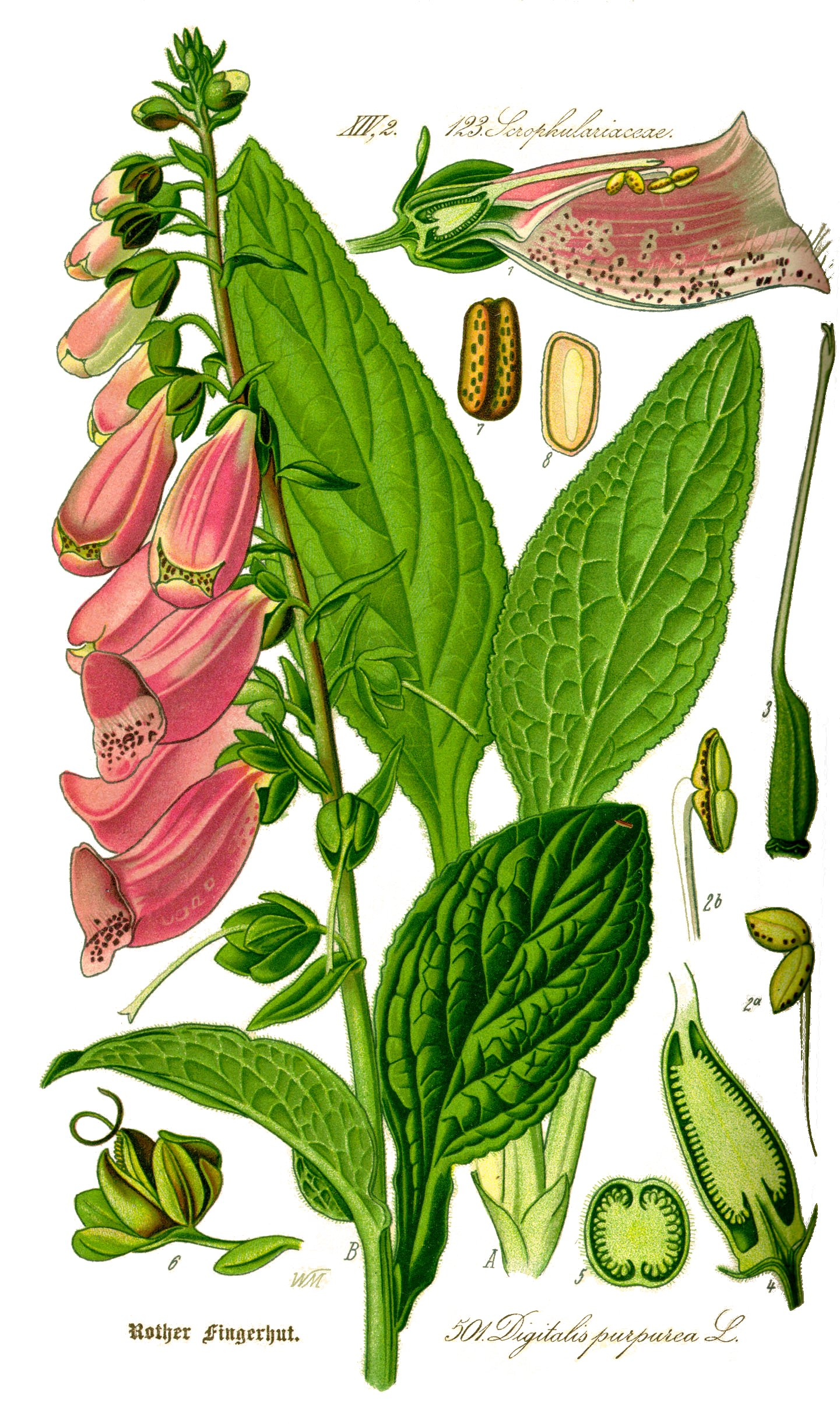
Наперстянка пурпурная. Ботанический рисунок из книги О. В. Томе Flora von Deutschland, Österreich und der Schweiz. 1885.

У многодневных цветков цветение может длиться от 2 до 80 дней. Например, у Epilobium collinum, Geranium pratense, огородного мака, горчицы, розы цветение длится 2 дня; у каприфоли, Agrimonia eupatorium, подмаренника — три дня; у Lychnis diurna, Sedum atratum — 4 дня; у Digitalis purpurea, Lilium album — 6 дней; у лютика 7 дней; у клюквы 18 дней; у некоторых орхидей ещё дольше, например, у Cattleya labiata, Vanda coerulea — 30 дней, у Cypripedium insigne — 40 дней, у Oncidium cruentum — 60 дней, у Cypripedium villosum — 70 дней, у Odontoglossum rossii — 80 дней.
Продолжительность цветения находится в прямой зависимости от количества пыльцы и от количества цветков, развившихся на одной и той же ветви; зависимость эта обратная; чем больше пыльцы (чем легче опыление), чем больше цветков, тем короче продолжительность цветения.
Многодневные цветки у некоторых растений обладают способностью закрываться на ночь при наступлении сумерек и снова утром, в определённый час, раскрываться. Такое периодическое закрытие и открытие происходит в продолжение всего времени цветения, например, у осенних шафранов до 12 дней. Цель закрытия состоит в защите пыльников от росы.

## Вторичное цветение
Вторичное цветение — процесс цветения растений, который происходит в несвойственное для них время года (позже обычных нормальных сроков) или несвоевременное (безвременное) цветение. Преимущественно, это процесс цветения растений во второй раз за период вегетации, обычно в конце лета или осенью. Может отмечаться у очень многих видов растений: однолетних (распускающих цветы из спящих почек в осенний период), двулетних (преждевременно прошедших яровизацию) и многолетних (у которых почки распускаются с опозданием или раньше срока обычного цветения). Причинами служат нарушения обычного хода природно-климатических условий, повреждениями растений, засуха, заморозки, похолодания, старение растения и др. Обычно вторичное цветение протекает нормально и в случае благоприятных условий заканчивается образованием нормальных семян либо плодов.